# Frederik Peeters

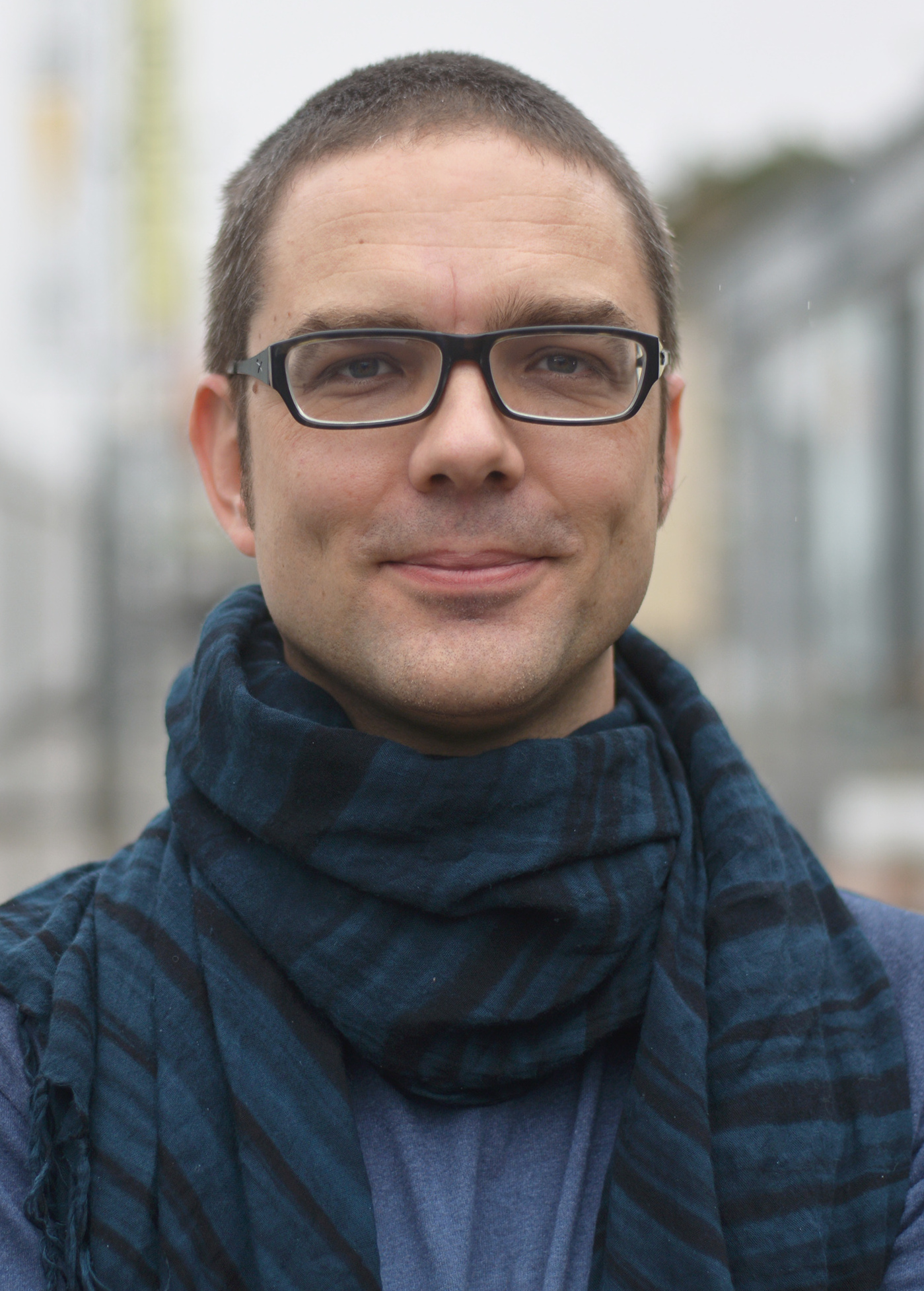

Frederik Peeters (ur. 14 sierpnia 1974 w Genewie, Szwajcaria) – szwajcarski twórca komiksowy tworzący w języku francuskim. Po polsku ukazały się jego komiksy:
- Niebieskie pigułki
- Lupus
- RG
- Aama